# Болгарская социал-демократия
Партия «Болгарская социал-демократия» (болг. Партия „Българска Социалдемокрация“) — политическая партия в Болгарии (сокращённо БСД).
Принимала активное участие в выборах 2005 года.
С 1999 года состоит в Социалистическом интернационале.
Партийная символика: стилизованная красная роза и белая ласточка. Знамя партии зелёное. Партийный гимн — «Интернационал».
Председатель партии Александр Томов.
Штаб-квартира: София, бульвар «Мария Луиза», дом 57.